# Kjolroll
En så kallad kjolroll är en historisk benämning på en kvinnoroll inom teater eller opera som utförs av en man.

## Historia
Under teaterns historia var det nödvändigt för män att spela kvinnoroller, eftersom skådespelaryrket, utom i Italien och Frankrike, länge var stängt för kvinnor i Europa. Kvinnorollerna spelades då av män, ofta av tonårspojkar. Det mest berömda exemplet fanns inom Shakespeares teater på den elisabetanska tiden.
Då skådespelaryrket började öppnas för kvinnor (i Nederländerna 1655, i England och Tyskland 1660), innebar det ingalunda slutet för kjolrollerna, som man kanske kunde tro, även om de ändrade karaktär. Under hela 1700-talet var de en mycket populär del av teaterkulturen; de hade då ändrat form, och hörde nu hemma inom komedin, där manliga skådespelare spelade komiska kvinnoroller. Under 1800-talet försvann kjolrollerna snabbt, då den nya viktorianska tidsandan började anse det oanständigt och opassande för män att spela kvinnoroller.

## I Sverige
I Sverige spelades kvinnoroller av pojkar redan i 1500-talets studentteater, och kjolroller utfördes i de utländska teatertrupper, som gästade landet från länder där kvinnliga skådespelare var förbjudna; endast män uppträdde på Björngårdsteatern, landets första teater, och mellan 1686 och 1691 uppträdde en helmanlig svensk teatertrupp i Stora Bollhuset i Stockholm, kallad Dän Swänska Theatren. Rolllistan för denna teater är dock inte känd, och vi har därför inga namn på dessa första aktörer. 
År 1737 uppträdde Peter Lindahl i Den Svenska Sprätthöken i rollen som Måns, som i slutet av pjäsen avslöjar att han är en kvinna, Brita, utklädd till man; detta torde därmed vara första kända gången en namngiven svensk skådespelare uppträder i ett annat kön på scen. Tisdagen 27 november 1770 uppfördes Husspöket eller abrakadabra och Den förvandlade brudgummen av Holberg av Stenborgs Sällskap i Stockholm, som väckte uppmärksamhet, där den första pjäsen spelades endast av män, den andra enbart av kvinnor. 
Den första svenska skådespelare, vars namn vi helt säkert känner till, som utförde en kjollroll, var troligen Kjell Waltman, som spelade Mor Bobi år 1781. Den mest berömde kjolrollsinnehavaren var Carl Schylander, som rentav kallades Stockholms bästa aktris på 1790-talet. Under 1800-talet försvann kjolrollerna; Schylanders efterträdare var en kvinna, Sofia Frodelius.